# Leuchtturm Súgandisey
Der Leuchtturm Súgandisey steht auf dem höchsten Punkt der Basaltinsel Súgandisey, die dem Hafen von Stykkishólmur auf der Halbinsel Snæfellsnes im Westen Islands vorgelagert ist und diesen schützt. Er unterstützt die Navigation im Breiðafjörður.
Der nur 3,5 m hohe stählerne Turm ist mit Ausnahme des gelben Sockels rot gestrichen. Er wurde 1948 errichtet und erhielt die Laterne des alten Leuchtturms Gróttuviti in der Gemeinde Seltjarnarnes, der ein Jahr zuvor durch einen Neubau ersetzt worden war.
Die Kennung ist ein Blitz von einer halben Sekunde im Abstand von drei Sekunden. Die Sektoren sind: grün (0° bis 107°), weiß (107° bis 110°), rot (110° bis 157°) und weiß (157° bis 160°). Die Tragweite beträgt sechs Seemeilen für das weiße und vier Seemeilen für das farbige Licht.

## Einzelnachweise

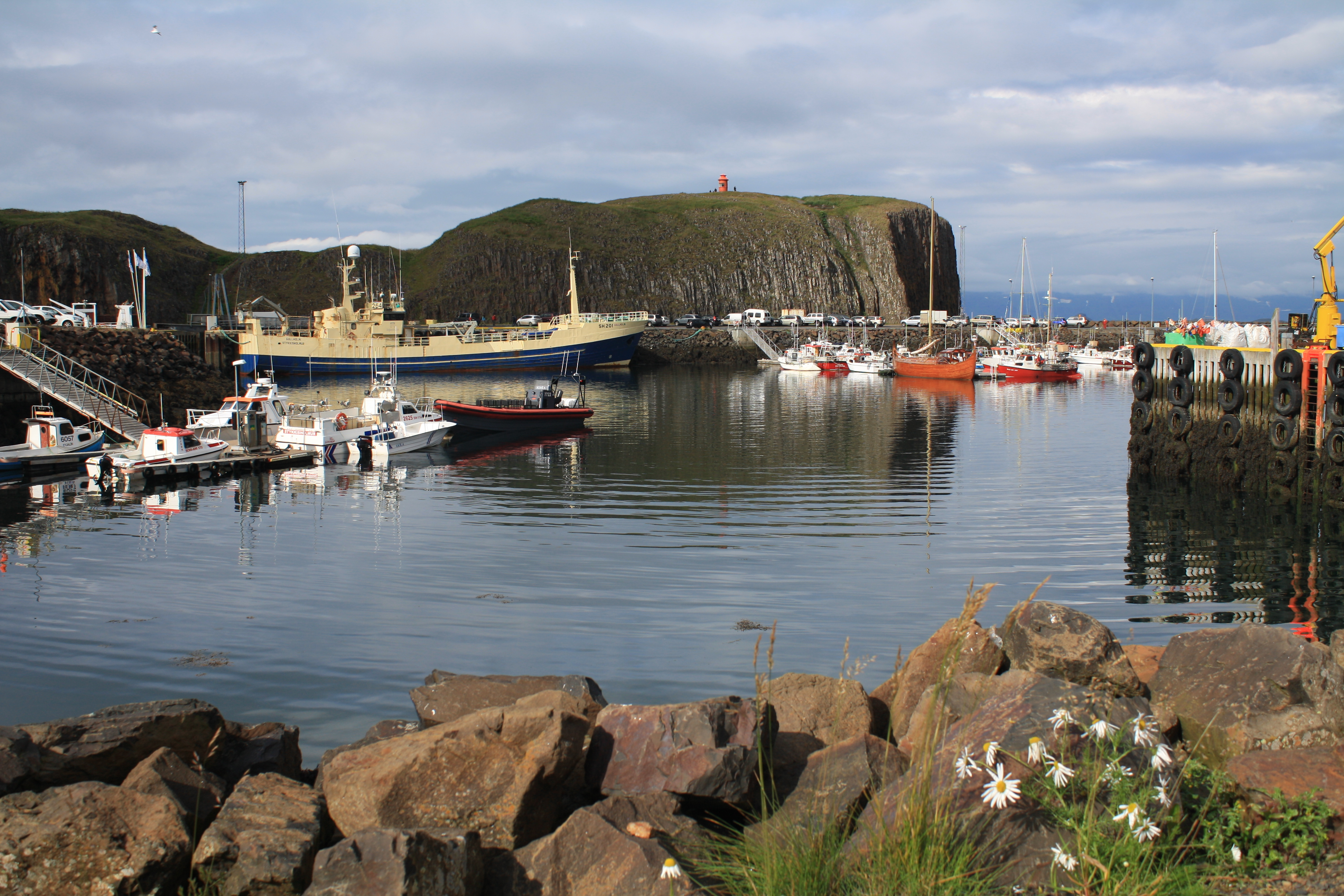
Der Hafen von Stykkishólmur mit dem Leuchtturm auf der Insel Súgandisey